# SIAS
SIAS (Società Iniziative Autostradali e Servizi S.p.A) – spółka będąca częścią grupy Argo Finanziaria SIAS kontroluje trzech koncesjonariuszy (posiada większościowe udziały) włoskich autostrad: Autostrada dei Fiori, SALT oraz Autocamionale della Cisa W sumie odcinki dróg, których operatorami są zależne od SIAS spółki liczą ok. 500 km. Trasy te biegną przez Ligurię, Piemont, Toskanię, Lombardię, Dolinę Aosty oraz Emilię-Romanię.